# Rolf Caesar
Rolf Caesar (* 7. Mai 1944 in Ahrweiler) ist ein deutscher Volkswirt. Er war Lehrstuhlinhaber für Volkswirtschaftslehre und Finanzwissenschaft an der Universität Hohenheim.

## Akademischer Lebenslauf
Rolf Caesar studierte bis 1967 Betriebs- und Volkswirtschaftslehre an den Universitäten Köln und München (Abschluss als Diplom-Kaufmann). Nach einer Tätigkeit als Wissenschaftlicher Assistent an der Kölner Universität, promovierte er 1970 beim Finanzwissenschaftler Karl-Heinrich Hansmeyer mit einer Arbeit zum „Internationalen Zusammenhang der Löhne“.
Anschließend arbeitete er bis 1974 bei der  Westdeutschen Landesbank Girozentrale, ehe er als Assistent an die Kölner Wirtschafts- und Sozialwissenschaftliche Fakultät zurückkehrte, um sich 1979 ebendort bei Hansmeyer über ein geldpolitisches Thema („Der Handlungsspielraum von Notenbanken“) für Volkswirtschaftslehre zu habilitieren.
Nach mehreren Jahren als Privatdozent in Köln sowie Lehrstuhlvertretungen an der Universität des Saarlandes in Saarbrücken und an der  Technischen Universität Berlin, übernahm er 1984 eine C3-Professur für Volkswirtschaftspolitik an der Ruhr-Universität Bochum.
Von 1993 bis 2012 lehrte Caesar Finanzwissenschaft an der Fakultät für Wirtschafts- und Sozialwissenschaften der Universität Hohenheim in Stuttgart. 1996 erhielt er in Anerkennung hervorragender Leistungen in der Lehre den Landeslehrpreis Baden-Württemberg verliehen.

## Wissenschaftliches Werk
In seinem wissenschaftlichen Werk befasst sich Caesar mit vielfältigen Fragen der angewandten Wirtschafts-, Finanz- und Geldpolitik. Besondere Schwerpunkte bilden dabei die ökonomischen Aspekte der Europäischen Integration (beispielsweise die Frage der Einführung einer eigenständigen Besteuerungskompetenz der EU, der Caesar deutlich ablehnend gegenübersteht, oder die stabilitätspolitischen Auswirkungen der europäischen Einheitswährung Euro) sowie marktwirtschaftliche Reformprozesse im Allgemeinen. Zudem hat Caesar immer wieder zu Themen der neueren Wirtschaftsgeschichte, insbesondere aus der Währungs- und der Sparkassengeschichte, publiziert.
Charakteristisch ist dabei für Caesars Schriften zum einen die politökonomische Perspektive, die er der wirtschaftstheoretisch-mechanischen Sicht gegenüberstellt, und zum anderen der hohe Grad an Allgemeinverständlichkeit, der ihm immer wieder eine interdisziplinäre Zusammenarbeit mit Juristen und Politikwissenschaftlern ermöglicht.
Caesar war Mitunterzeichner des eurokritischen Manifests Die währungspolitischen Beschlüsse von Maastricht: Eine Gefahr für Europa (1992) und des Hamburger Appells (2005).

## Werke
- Europa auf dem Weg zum wettbewerbsfähigsten und dynamischsten Wirtschaftsraum der Welt? Eine Zwischenbilanz der Lissabon-Strategie. Nomos, Baden-Baden 2005, ISBN 3-8329-1050-6